# Losino-Petrovskij
Losino-Petrovskij (in russo Лосино-Петровский?; anche traslitterata come Losino-Petrovsky) è una cittadina della Russia europea centrale (oblast' di Mosca), situata 52 km a nord-est della capitale, alla confluenza della Vorja nella Kljaz'ma; era compresa amministrativamente nel distretto di Ščëlkovo.

## Storia
Fondata nel 1708 dallo zar Pietro il Grande, che fece costruire una fabbrica sul sito dell'odierna città, si sviluppò successivamente come centro industriale (tessile) ottenendo lo status di città nel 1951.

## Società

### Evoluzione demografica
Fonte: mojgorod.ru
- 1939: 8.500
- 1959: 16.700
- 1979: 22.000
- 1989: 22.900
- 2002: 22.324
- 2007: 22.200